# Gene Clapp
Eugene Howard "Gene" Clapp IV (ur. 19 listopada 1949 w Brookline) – amerykański wioślarz, srebrny medalista olimpijski.

## Kariera
Wystąpił na igrzyskach olimpijskich w Monachium w 1972, gdzie osada USA w składzie: Lawrence Terry, Franklin Hobbs, Pete Raymond, Tim Mickelson, Gene Clapp, Bill Hobbs, Cleve Livingston, Mike Livingston i Paul Hoffman (sternik) zdobyła srebrny medal w tej samej konkurencji. W finale uplasowali się o 2,67 sekundy za osadą Nowej Zelandii, a o 0,06 sekundy wyprzedzili osadę NRD. Był to jego jedyny start olimpijski.
Kształcił się na Uniwersytecie Pensylwanii (Bakalaureat) i University of Chicago (Master of Business Administration). 
Jego brat, Charles Clapp, także został wioślarzem.